# Larry Christiansen
Larry Christiansen (ur. 27 czerwca 1956 w Riverside w Kalifornii) – amerykański szachista, arcymistrz od 1977 roku.

## Kariera szachowa
W roku 1975 zdobył w Tjentište tytuł wicemistrza świata juniorów do 20 lat. Był trzykrotnym mistrzem Stanów Zjednoczonych juniorów (1973, 1974, 1975). Trzykrotnie zdobył tytuł mistrza Stanów Zjednoczonych, w latach 1980, 1983 i 2002. Również trzy razy zwyciężał w największym amerykańskim turnieju US Open. Dwukrotnie awansował do turniejów międzystrefowych – eliminacji do mistrzostw świata. W 1982 zajął IX m., w 1987 – VIII m.. Był również dwukrotnym uczestnikiem pucharowych turniejów o mistrzostwo świata, w obu przypadkach przegrywając swoje pojedynki w I rundach (w 1997 z Ulfem Anderssonem, a w 2000 – z Siergiejem Tiwiakowem.
W latach 1980–2002 reprezentował Stany Zjednoczone na dziewięciu olimpiadach szachowych. Jest posiadaczem 5 medali olimpijskich (jednego srebrnego i czterech brązowych – wszystkie wywalczone wraz z drużyną) oraz 5 medali zdobytych na drużynowych mistrzostwach świata (złoty i srebrny wraz z drużyną oraz trzy srebrne za wyniki indywidualne).
W 1979 zwyciężył w turnieju w Linares, przed Wiktorem Korcznojem. Dwa lata później powtórzył ten sukces, dzieląc pierwsze miejsce z byłym mistrzem świata, Anatolijem Karpowem. Wygrał turnieje w Kolonii (1988), Monachium (1991), Wiedniu (1991), Nettetal (1994), Wiesbaden (1994), Leverkusen (1997, wspólnie z Romualdem Mainką), Reykjavíku (1998), Meridzie (1998, memoriał Carlosa Torre Repetto) i Essen (1999, wspólnie z Rustemem Dautowem, Wadimem Zwiagincewem i Emilem Sutowskim). W 2008 odniósł kolejny turniejowy sukces, zwyciężając (wspólnie z Joelem Benjaminem i Luisem Javierem Bernalem Moro) w otwartym turnieju w Curaçao.
Najwyższy ranking w karierze osiągnął 1 lipca 1992, z wynikiem 2625 punktów dzielił wówczas 21-28. miejsce na światowej liście FIDE, jednocześnie zajmując 2. miejsce (za Gatą Kamskim) wśród amerykańskich szachistów.